# Монарх-великодзьоб південний
Монарх-великодзьоб південний (Clytorhynchus pachycephaloides) — вид горобцеподібних птахів родини монархових (Monarchidae). Мешкає на Новій Каледонії та Вануату.

## Підвиди
Виділяють два підвиди:
- C. p. pachycephaloides Elliot, DG, 1870 — Нова Каледонія;
- C. p. grisescens Sharpe, 1899 — острови Банкс[en] (Вануату).

## Поширення і екологія
Південні монархи-великодзьоби живуть в тропічних лісах.